# Medyněk vlnatý
Medyněk vlnatý (Holcus lanatus) je druh trav rodu medyněk (Holcus) z čeledi lipnicovitých (Poaceae). Je velmi podobný druhu medyněk měkký (Holcus mollis).

## Výskyt
Je rozšířen po celé střední a západní Evropě. Vyskytuje se také v mírné zóně Asie a v severní Africe. Byl zavlečen i do Severní Ameriky. Má rád vlhké, na vápno chudé louky. Roste od nížin po hory, v nížinách vzácně.

## Popis
Jde o vytrvalý druh, hustě trstnatý, šedozelený, 30–80 cm vysoký, s přímými, měkce chlupatými stébly. Chlupaté jsou i listy, které jsou ploché a 4–8 mm široké, s asi 2 mm dlouhým jazýčkem. Kvete od června do září. Květenství tvoří až 15 cm dlouhá lata s 4–5 mm dlouhými klásky. Osina z klásku takřka nevyčnívá. Plodem je neokoralá obilka hnědé barvy, asi 2 mm dlouhá.

## Využití
Pro krmné účely není příliš vhodný, protože obsahuje kyanogenní sloučeniny. Používá se v osevních směsích určených pro rychlé ozelenění. Existuje i okrasný kultivar.